# Taraco
Taraco è un comune (municipio in spagnolo) della Bolivia nella provincia di Ingavi (dipartimento di La Paz) con 7.515 abitanti (dato 2010).

## Cantoni
Il comune è suddiviso in 2 cantoni (popolazione 2001):
- Santa Rosa de Taraco - 1.071 abitanti
- Taraco - 4.851 abitanti